# کتابخانه امیر خسرو بلخی
کتابخانه امیر خسرو بلخی (فارسی: کتابخانهٔ امیرخسرو بلخی) یک کتابخانه در افغانستان است. در دهه ۱۹۹۰ حدود ۲۰۰۰۰ کتاب، مجله، روزنامه و کتاب کمیاب در زمینه‌های تاریخ، ادبیات، جغرافیا و مذهب را در اختیار داشت.